# Rajd Warszawski 2005
Rajd Warszawski 2005 – 32. edycja Rajdu Warszawskiego. Był to rajd samochodowy rozgrywany od 17 do 18 września 2005 roku. Była to piąta runda Rajdowych Samochodowych Mistrzostw Polski w roku 2005. Rajd składał się z piętnastu odcinków specjalnych.

## Wyniki końcowe rajdu[1]
| Miejsce | Kierowca              | Pilot                 | Samochód                      | Czas      | Strata   | Grupa Klasa |
| ------- | --------------------- | --------------------- | ----------------------------- | --------- | -------- | ----------- |
| 1       | Leszek Kuzaj          | Maciej Szczepaniak    | Subaru Impreza STi N11        | 2:09:57.0 | -        | N4          |
| 2       | Zbigniew Staniszewski | Sebastian Rozwadowski | Mitsubishi Lancer Evo VI      | 2:11:22.4 | +1:25.4  | N4          |
| 3       | Tomasz Kuchar         | Jakub Gerber          | Subaru Impreza STi N11        | 2:11:50.1 | +1:53.1  | N4          |
| 4       | Stefan Karnabal       | Bartłomiej Boba       | Mitsubishi Lancer Evo VIII MR | 2:11:54.1 | +1:57.1  | N4          |
| 5       | Marcin Turski         | Dariusz Burkat        | Subaru Impreza STi N11        | 2:14:08.0 | +4:11.0  | N4          |
| 6       | Piotr Maciejewski     | Piotr Kowalski        | Subaru Impreza STi N10        | 2:14:16.5 | +4:19.5  | N4          |
| 7       | Mariusz Stec          | Zbigniew Gruszka      | Mitsubishi Lancer Evo VI      | 2:14:56.1 | +4:59.1  | N4          |
| 8       | Marcin Abramowski     | Marek Bała            | Mitsubishi Lancer Evo VI      | 2:15:40.4 | +5:43.4  | N4          |
| 9       | Marcin Bełtowski      | Bartosz Siodła        | Subaru Impreza STi N10        | 2:18:39.1 | +8:42.1  | N4          |
| 10      | Sebastian Frycz       | Maciej Wodniak        | Fiat Punto S1600              | 2:22:23.3 | +12:26.3 | S1600       |